# Amma, les aveugles de Dakar
Pour plus de détails, voir Fiche technique et Distribution.
Amma, les aveugles de Dakar est un documentaire franco-sénégalais réalisé par Mamadou Sellou Diallo, sorti en 2006.

## Synopsis
Le jeune Astou, le patriarche Mawdo, l’enfant Kiné, font partie des aveugles mendiants qui prennent d’assaut la grande mosquée de mon quartier lors de la prière du vendredi. Organisés, leur infirmité, leurs chants et leurs sermons sont les armes dont ils usent pour plus d’aumône. Le film veut capter ce combat et entrer dans le mystère de ces aveugles, comme Baudelaire l’a fait dans son poème éponyme.

## Fiche technique
- Réalisation : Mamadou Sellou Diallo
- Production : JFR Productions, Les Films de l’Atelier
- Image : Mamadou Sellou Diallo, Fabacary Assimby Coly
- Son : Yves Campagna
- Montage : Bernard Bats